# 6332 Vorarlberg
A 6332 Vorarlberg (ideiglenes jelöléssel 1992 FP3) a Naprendszer kisbolygóövében található aszteroida. Freimut Börngen fedezte fel 1992. március 30-án.